# Megachasma applegatei
Megachasma applegatei è una specie estinta di Megachasma, vissuto dall'Oligocene al Miocene inferiore (28-23 Ma) negli Stati Uniti occidentali. Il fossile tipo è stato scoperto nella San Joaquin Valley nel 1973, ma descritto solo nel 2014, quando la specie ha preso il nome dal suo scopritore, Shelton Applegate.

## Descrizione
Magachasma applegatei è stato descritto a partire da un solo dente. Sulla base del confronto con i denti della specie recente (Megachasma pelagios) era lungo circa 6 m e, come i moderni squali megamouth, probabilmente si nutriva di pesci e piccoli invertebrati planctonici sia in habitat di acque profonde che poco profonde. I suoi denti avevano corone più corte e un paio di cuspidi laterali.